# Эшкальян
Эшкальян (порт. Escalhão)  —  район (фрегезия) в Португалии,  входит в округ Гуарда. Является составной частью муниципалитета  Фигейра-де-Каштелу-Родригу. По старому административному делению входил в провинцию Бейра-Алта. Входит в экономико-статистический  субрегион Бейра-Интериор-Норте, который входит в Центральный регион. Население составляет 931 человек на 2001 год. Занимает площадь 78,43 км².
Покровителем района считается Дева Мария (порт. Nossa Senhora dos Anjos). 